# Duran Duran (videóválogatás)
A Duran Duran a Duran Duran brit együttes 1983-ban megjelent videóválogatása, amely megjelenésekor úttörő volt a hosszú formátumú zenei videók területén.
A film 1984-ben Grammy-díjat nyert a Legjobb zenei film kategóriában és egy éven belül arany minősítést kapott az Amerikai Hanglemezgyártók Szövetségétől (RIAA).

## Háttér
A videóalbum tervei már az együttes pályafutásának korai szakaszában megszülettek, mikor a Duran Duran és menedzsmentjük rájöttek, hogy a videóklipek milyen kiemelkedő marketinglehetőséget adtak. Az ebben az időszakban (1981–1983) született dalokhoz felvett klipek egy része soha nem jelent meg kislemezként, mint a Lonely in your Nightmare, Night Boat és a The Chauffeur.
Az 1983. márciusi megjelenés egybeesett a slágerlistavezető Is There Something I Should Know? kislemez kiadásával, illetve debütáló albumuk amerikai megjelenésével.
Russell Mulcahy rendezte az „úti beszámoló stílusú” videók nagy részét, amelyek különböző egzotikus helyeken voltak forgatva, és meghozták a Duran Duran sikerét, mint egy videó-együttes. Ezen stílusnak tökéletes példái a Hungry Like the Wolf és a Save a Prayer.
A videóalbum megjelenése előtt két verzióban is kiadták a Duran Duran Video 45 „videóközéplemezt,” amelynek első kiadásán a Girls on Film és a Hungry Like the Wolf cenzúrázott verziója szerepelt, míg a másodikon a cenzúrázatlan.
1984 februárjában a videófilm Grammy-díjat nyert a Legjobb zenei film kategóriában, míg a Video 45 a Legjobb rövidfilm (később: Legjobb videóklip) kategóriában nyert.

## Videók listája

### Rio
Rendező: Russell Mulcahy
A Duran Duran 1982 májusában utazott Antigua szigetére, hogy leforgassa a Rio videóklipjét, amelynek része volt az ikonikus kép az együttesről, ahogy egy jachton énekelnek Antony Price-selyemöltönyökben. A forgatás három napig tartott, a jachton látható képeket az English Harbour kikötőben forgatták, míg a helyszínek közé tartozott Miller’s Beach és Shirley Heights is.
Eredetileg Mulcahy akart forgatni egy részletet, amelyben az együttes tagjait fegyverekkel kergetik el a szigetről, de kifutott a filmből. A jelenethez, amelyben John Taylor volt látható szaxofont játszva egy hegycsúcson, el kellett kérnie egy turista kameráját.

### Planet Earth
Rendező: Russell Mulcahy
Az együttes későbbi videóihoz képest viszonylag primitív, a Planet Earth klipjét egy St John’s Wood-i stúdióban forgatták le. A videóban az együttes látható egy fehér színpadon, ahogy újromantikus stílusban vannak felöltözve. A koncertfellépés szerű videóban rövidebb részletek láthatók, ahogy az együttes tagjai az alapelemek mellett táncolnak. A videó fontos része volt, hogy kiemelte az együttes arcait. Később az együttes barátai is láthatók a Rum Runner klubból, amely nagy szerepet játszott karrierjük korai sikerében.

### Lonely in Your Nightmare
Rendező: Russell Mulcahy
A videó elején Simon Le Bon látható, ahogy megtalál egy fényképet a Planet Earth klipjének zárópillanatáról egy elhagyatott épületben Londonban. Ezt a jelenetet követően egy szép ruhát viselő nő felkelti az együttes tagjainak figyelmét. A felvételek nagy részét Srí Lankán végezték, amely az együttes egyik leggyakoribb forgatási helyszíne lett az évek során. Több jelenetet is a Unawatuna-öbölben és a Taprobane-szigeten forgattak. A klip második felében már Londonban látható a főszereplő nő, folyamatosan eltűnve, mikor az együttes tagjai megközelítik. A videóban felhasznált dal nem az eredeti kiadás, hanem a David Kershenbaum-remix.

### Careless Memories
Rendező: Terry Jones és Perry Haines
A videóklipet a londoni Sohóban forgatták, különböző díszített lakásokban. A rendezők az i-D magazin későbbi alapítói, Terry Jones és Perry Haines voltak.

### My Own Way
Rendező: Russell Mulcahy
A My Own Way klipjét egy St John’s Wood-i stúdióban forgatták, amely piros, fekete és fehér színekben volt kidíszítve. Az videóban az együttest flamenco-táncosok veszik körbe, a szintetizátorokon papagájok ülnek.

### Hungry Like the Wolf
Rendező: Russell Mulcahy
Mulcahy ismét visszatért a Hungry Like the Wolf klipjének leforgatására. Az együttes a videót egy esőerdőben képzelte el, amely következtében az EMI 200 ezer dollárt költött el arra, hogy a Duran Durant Srí Lankára küldje. A forgatás Andy Taylor és Nick Rhodes nélkül kezdődött meg, mert a páros Londonban maradt, hogy befejezze a Rio album keverését, és csak a maszterek leadása után utaztak az ázsiai szigetre.
A klipet Az elveszett frigyláda fosztogatói film atmoszférája inspirálta. Andy Taylor, aki a Save a Prayer forgatása alatt kórházba került, mert elkapott egy vírusos fertőzést az egyik jelenet készítése közben, azt mondta a klipről, hogy „Indiana Jones kanos és le akar feküdni valakivel.” A videóban Simon Le Bon feje lassított felvételben kiemelkedik egy folyóból, miközben esik az eső, amely egy utalás az Apokalipszis most egyik jelenetére. Ezt követően üldözni kezd egy tigrisszerű nőt, akit a bermudai Sheila Ming modell játszott, a város piacaitól kezdve a dzsungelen keresztül. Ezzel egyidőben az együttes többi tagja Le Bont követi és próbálja megtalálni. A klip végén az énekes és a nő egy szexuális töltöttségű harcba keverednek.
Két hónappal a videó leforgatása után, az MTV amerikai televíziós csatorna folyamatosan játszotta a klippet, naponta négyszer. Ez végül segített az együttesnek népszerűséget szerezni az Egyesült Államokban, illetve a kislemeznek elérni a Billboard Hot 100 legjobb három helyét és a Rio albumnak a Billboard 200 hatodik pozícióját. Les Garland, az MTV ügyvezető alelnöke a következőt mondta a videóról: „Emlékszem a tehetség- és előadó kapcsolati igazgatónk rohant hozzánk és mondta, hogy 'Látnotok kell ezt a videót, ami most érkezett'. Ebben az időszakban a Duran Durant nem játszotta senki, és az MTV be akart hozni új zenét. A Hungry LIke the Wolf minden idők legjobb videója volt, amit láttam.” Az MTV-n minden idők 15. legtöbbet játszott klipje lett és az MTV Minden idők 100 legjobb videóklipje listán a 11. helyezést kapta. A videóklip elnyerte a Legjobb videóklip díjat a 26. Grammy-gálán, 1984 februárjában, az első díjazott a kategória történetében. 2001-ben a VH1 31. helyre helyezte a VH1: 100 Legjobb videó listán.

### Night Boat
Rendező: Russell Mulcahy
A Night Boat videóklipje egy mini horrorfilm, amelyet Antigua szigetén forgattak, az újonnan független Antigua és Barbudában. A videó elején Simon Le Bon felmondja Mercutio egyik részletét a Rómeó és Júliából, amelyet követően az együttes tagjai egy kis tengerparti faluban gyűlnek össze. A zenészeket zombik kezdik el kergetni, mielőtt megjelenne egy hajó, hogy elvigye Le Bont. A videót lehetséges, hogy az olasz Zombi 2 film inspirálta, mivel a klipben megjelenő zombik nagyon hasonlítanak az abban láthatókhoz. A videót 1982 májusában forgatták le.

### Girls on Film
Rendező: Godley & Creme
A videóklipet 1981 júliusában forgatták a Shepperton Studios egyik stúdiójában. A videóalbumon a cenzúrázatlan „éjszakai verzió” szerepelt, amely több, mint hat perces. Az együttes egy színpadon adja elő a dalt, miközben előttük modellek jelennek meg, erotikus jeleneteket eljátszva. A klip szexuális jellege és a sok meztelenség miatt az MTV csak cenzúrázva adta le a videót.

### Save a Prayer
Rendező: Russell Mulcahy
A dal videóklipjét ismét Russell Mulcahy rendezte Srí Lanka dzsungeljeiben, tengerpartjain és templomaiban, 1982 áprilisában. Forgattak az ókori Szigirija erőd tetején, a polonnaruvai buddhista templomban és a sziget északi partján.
Mikor egy lagúna fölött forgattak, a részeg Andy Taylor leesett a szikláról és a vízbe esett. Véletlenül lenyelt valamennyit és kórházba kellett kerülnie az együttes ausztráliai turnéjának idején, mert elkapott egy trópusi vírust. A tagok először nem voltak hajlandóak leforgatni a jelenetet, amelyben az egyik elefánt vizet locsol rájuk, annak homoerotikus üzenete miatt. A döntés végül John Taylorra esett, mert ő volt az együttes „szépfiúja.” Ő 2012-ben az élményről a következőt mondta: „Nem érdekelt. Imádtam. Az egyik legmegbecsültebb emlékem.”
Andy Taylor azt mondta, hogy a templomnál a forgatás nagyon feszült volt, mivel az ország egy polgárháború küszöbén volt és a szerzetesek éppen vezetőjükre vártak, hogy beszédet mondjon a gyűlés előtt. A templom vallási fontossága miatt az együttes nem viselt cipőt a forgatás idején, gyakran megégetve magukat a köveken, amelyeken álltak. Az utolsó jelenetek felvételei alatt a dalszöveg helyett azt ordították, hogy „Baszd meg Russell!” Egy jelenet leforgatásáért Le Bont és Rhodest egy helikopterről eresztették le a hegytetőre, mivel a jármű nem tudott leszállni a sziklákon.

### The Chauffeur
Rendező: Ian Emes
Ez az egyetlen videó az albumon, amelyben az együttes egyáltalán nem szerepel. 1982 őszén forgatták London Notting Hill kerületében, mikor a Duran Duran éppen turnézott. A klipet Helmut Newton művészete inspirálta, a videót teljes egészében Ian Emes brit képzőművész tervezte, fényképezte és vágta meg. A központjában két nő áll, akik felöltöznek, hogy London utcáit járva megtalálják egymást egy elhagyatott föld alatti parkolóban. A dal végén egy félmeztelen Perri Lister látható, mint egy női sofőr, Az éjszakai portás (1974) filmre utalva.

### Is There Something I Should Know?
Rendező: Russell Mulcahy
A videóklipben az együttes tagjai láthatók színes felvételeken, amelyek közé szürreális fekete-fehér jelenetek vannak bevágva. A klip egy fontos része volt, hogy bemutatott egy átmenetet az együttes első három albuma között, korábbi videókból bemutatva jeleneteket.
A klip 1983 egyik legnépszerűbb videója volt az MTV-n.

## Számlista
| Duran Duran | Duran Duran                       | Duran Duran        | Duran Duran | Duran Duran | Duran Duran | Duran Duran | Duran Duran | Duran Duran | Duran Duran |
|             | Cím                               | Forgatási helyszín | Hossz       |             |             |             |             |             |             |
| ----------- | --------------------------------- | ------------------ | ----------- | ----------- | ----------- | ----------- | ----------- | ----------- | ----------- |
| 1.          | Rio                               | Antigua            | 5:02        |             |             |             |             |             |             |
| 2.          | Planet Earth                      | St John’s Wood     | 3:49        |             |             |             |             |             |             |
| 3.          | Lonely in Your Nightmare          | London Srí Lanka   | 4:49        |             |             |             |             |             |             |
| 4.          | Careless Memories                 | Soho               | 3:40        |             |             |             |             |             |             |
| 5.          | My Own Way                        | St John’s Wood     | 3:33        |             |             |             |             |             |             |
| 6.          | Hungry Like the Wolf              | Srí Lanka          | 3:37        |             |             |             |             |             |             |
| 7.          | Night Boat                        | Antigua            | 5:11        |             |             |             |             |             |             |
| 8.          | Girls on Film (cenzúrázatlan)     | Shepperton Studios | 6:11        |             |             |             |             |             |             |
| 9.          | Save a Prayer                     | Srí Lanka          | 6:03        |             |             |             |             |             |             |
| 10.         | The Chauffeur (cenzúrázatlan)     | London             | 4:57        |             |             |             |             |             |             |
| 11.         | Is There Something I Should Know? | London             | 4:25        |             |             |             |             |             |             |
| 51:17       |                                   |                    |             |             |             |             |             |             |             |